# La vidente de Prevorst
La vidente de Prevorst, revelaciones sobre la vida interior del hombre y de la intrusión de un mundo espiritual en el nuestro (en alemán Die Seherin von Prevorst, Eröffnungen über das innere Leben des Menschen und über das Hineinragen einer Geisterwelt in die unsere) es una obra del médico y poeta alemán Justinus Kerner publicada en 1829.

## Contenido
Resulta ser la más conocida de entre su variada publicación sobre videntes. Está protagonizada por la historia de su paciente Friederike Hauffe que tras años de observación y convivencia llevaría "al médico a afirmar la existencia de un mundo de espíritus que, ocasionalmente, puede abrirse paso hasta el nuestro". La obra se convertiría en referencia de círculos espiritistas.
La historia es interpretada hoy como una histeria muy grave. Fue y sigue editándose en la actualidad en varios idiomas, sobre todo en Alemania donde es un texto clásico.